# Monestir de San Xulián de Samos
El Monestir de San Xulián de Samos és un monestir medieval de l'orde dels benedictins que es troba al municipi de Samos (Lugo). Es va fundar en el segle vi, segons la tradició per Martí de Braga, i va arribar a ser un dels més importants de Galícia. S'hi troben diversos estils arquitectònics: gòtic tardà, renaixentista i barroc.

## Història

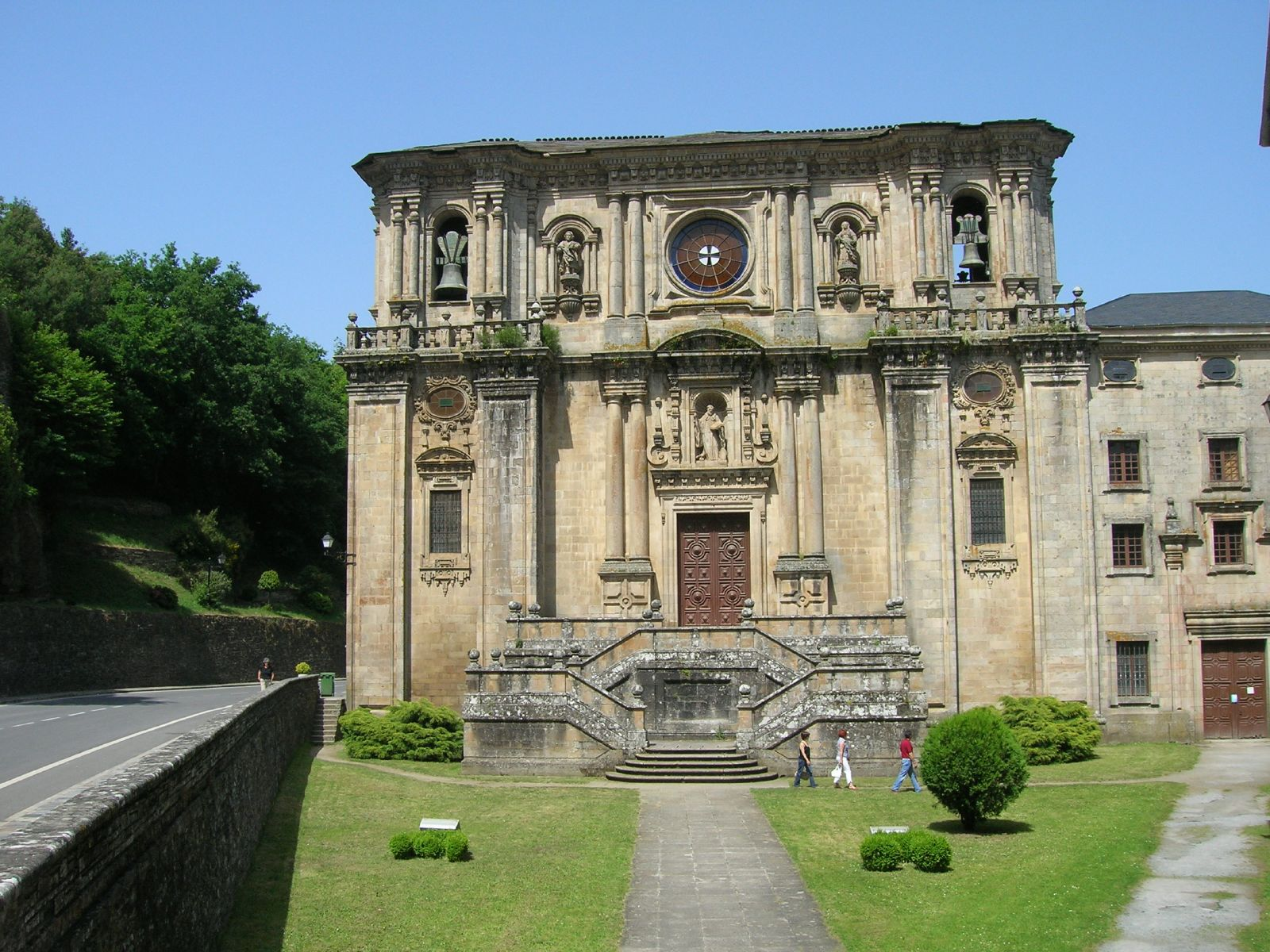
Façana

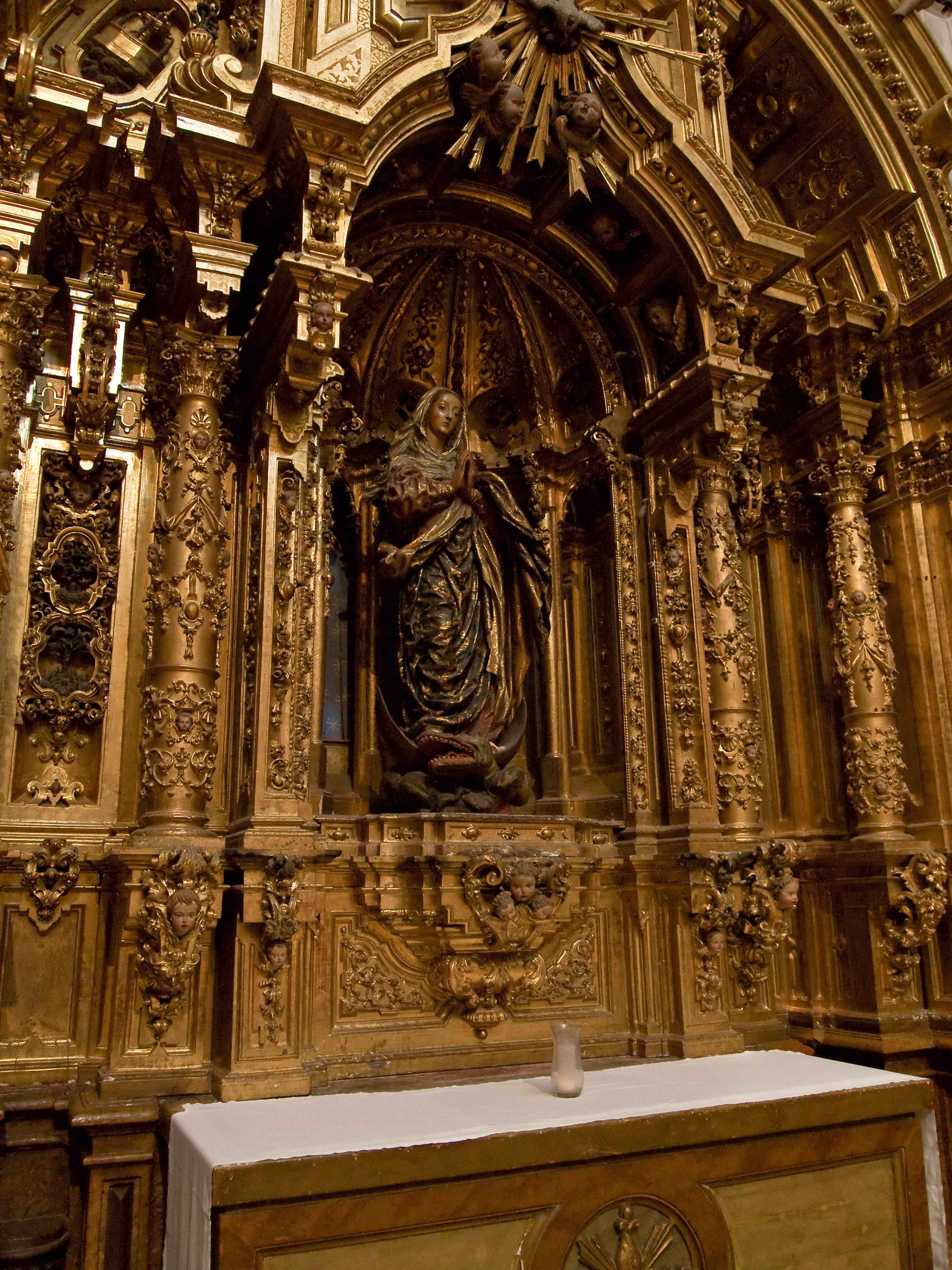
La Immaculada, de Francisco de Moure, a l'església del monestir

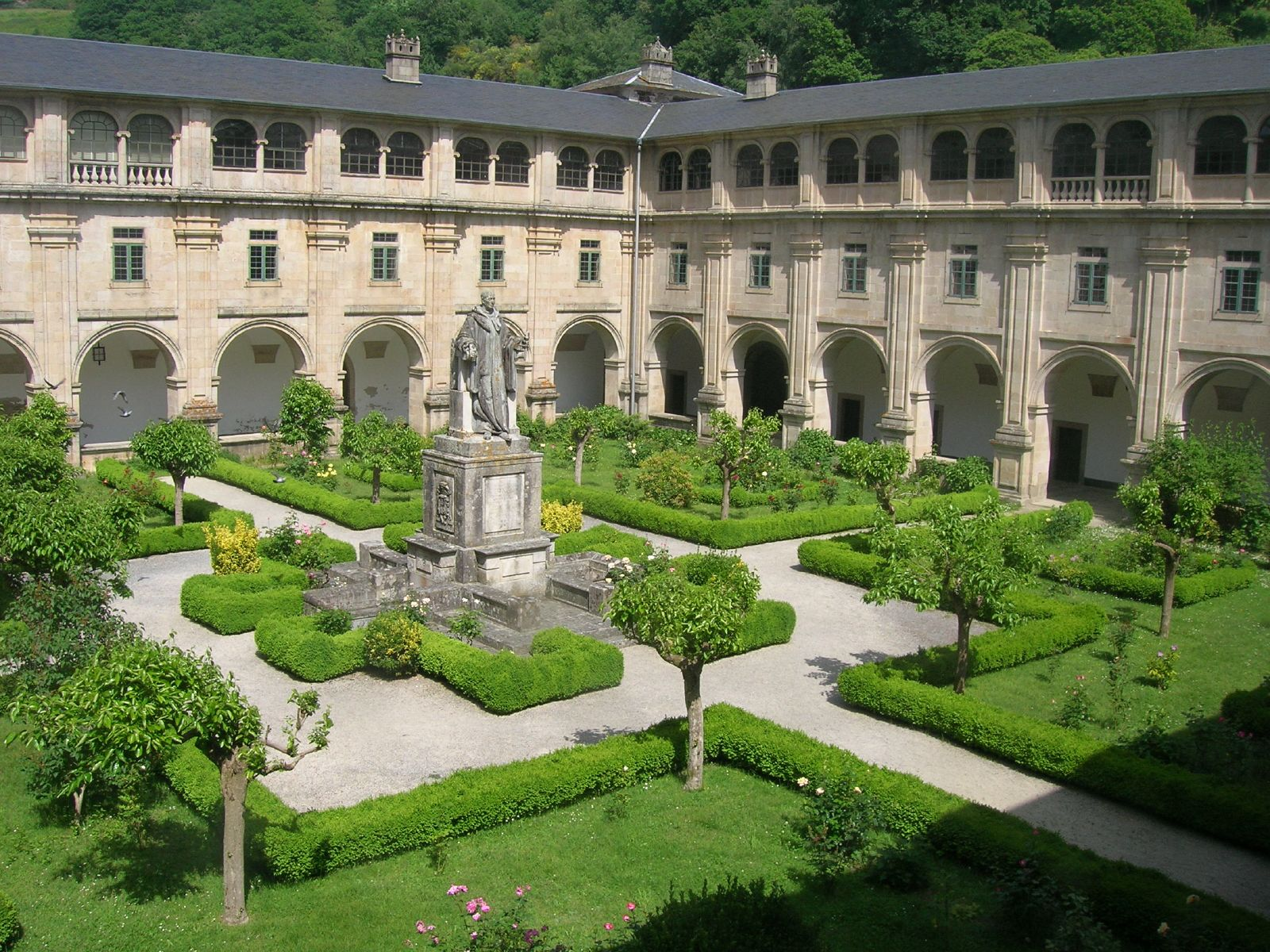
Claustre del monestir

La fundació s'atribueix a Sant Martí de Braga. Se sap que va ser renovat per Fructuós de Braga al segle vii, encara que el primer escrit que ho esmenta és de l'any 665: una inscripció en els murs del claustre de la porteria que diu que va ser reconstruït pel bisbe de Lugo Ermefredo. Després d'aquesta restauració va ser abandonat davant la invasió musulmana, i fins a la reconquesta del rei Fruela I d'Astúries (al voltant de 760). Quan, anys més tard, aquest va ser assassinat, van trobar refugi en ell la seva vídua i fill, el futur Alfons II d'Astúries, el Cast. Amb això va guanyar la protecció real, començant per les propietats en mitja milla a la rodona, que propiciaria el seu creixement.
Al començament del segle x, el bisbe de Lugo, don Ero, va intentar apoderar-se'n i va expulsar els monjos. Els comtes Arias Menéndez i Gutierre Menéndez, fills d'Hermenegildo Gutiérrez, van ser requerits per repoblar el monestir amb nous monjos. A partir de llavors hi ha molt bones relacions entre el monestir i aquesta família comtal.
Al mateix segle va ser reocupat a instàncies del rei Ordoni II de Lleó i des de l'any 960 la comunitat va viure sota la regla de sant Benet, encara que al segle xii es va sumar a la reforma cluniacenca amb el bisbe don Juan. El monestir de Samos va gaudir de gran importància durant l'Edat Mitjana, la qual cosa es reflecteix que posseïa dues-centes viles i cinc-cents llocs. El 1558, incorporat ja a San Benito El Real de Valladolid, va sofrir un incendi que va obligar la seva total reedificació. La comunitat va ser exclaustrada el 1836, amb la desamortització de Mendizábal, però els monjos benedictins van tornar-hi el 1880.
Va patir un altre incendi el 1951, després del qual va ser novament reconstruït.

## Església
L'església de l'abadia, barroca, va ser construïda entre 1734 i 1748. Té planta de creu llatina i tres naus. L'interior és lluminós i solemne. La volta està il·luminada per vuit òculs i les pintures dels quatre doctors marians benedictins (Anselm, Bernat, Ildefons i Rupert). El retaule major també és classicista i té una imatge del patró del monestir, Sant Julià (San Xulián), obra de José Ferreiro. La façana, barroca, va precedida d'una escalinata en forma de llaç que recorda la de l'Obradoiro. Està dividida en dos cossos, amb una porta flanquejada per quatre columnes dòriques sobre pedestals, que es repeteixen en el cos superior flanquejant l'òcul. La sagristia, de finals del segle xviii, té en una volta de planta octogonal recolzada en arcs de mig punt.
La gran biblioteca, de 31 metres de llarg, consisteix en uns 25.000 volums, incloent diversos incunables i altres documents de valor.

## Claustres
Hi ha dos claustres:
- El Claustre Gran o del Pare Feijoo va ser construït entre 1685 i 1689 i té 3.000 m² (54 metres de costat), i és el més gran d'Espanya. Es coneix com a "claustre del Pare Feijoo", per haver pres aquest l'hàbit benedictí en aquest monestir el 1690, i està presidit per una estàtua seva, obra de Francisco Asorey, de 1947. L'estil és una combinació austera i senzilla de classicisme i herrerianisme: nou arcs de mig punt per cada costat en la planta baixa, columnes dòriques en les dues primeres plantes i jòniques en els finestrals de la tercera. Els murs del pis superior van ser decorats amb escenes de la vida de Benet d'Aniana i són obra d'Enrique Navarro, Celia Cortés i José Luis Rodríguez.
- El Claustre Petit o de les Nereides va ser construït entre 1539 i 1582 gràcies a Pedro Fernández de Castro y Andrade, el nom del qual apareix en una de les claus de la banda sud-oest. Imita l'estil gòtic i compta amb curiosos motius de decoració, com la inscripció humorística "Què mires, babau?" en una clau. El centre del claustre l'ocupa la font barroca de les Nereides, de començaments del segle xviii.